# Храм Трьох Святителів
Храм трьох святителів — храм на честь трьох святителів Василія Великого, Григорія Богослова та Івана Золотоустого в Сімферополі, до якого примикає духовна семінарія.
Храм розташовано на вулиці Гоголя, 16/7.

## Історія храму
У 1859 році Кримська єпархія стала самостійною. Для підготовки священників у Сімферополі спочатку було відкрито Духовне чоловіче єпархіальне училище, пізніше — семінарію.
Спочатку храм знаходився на другому поверсі семінарії, проте, коли кількість учнів зросла, було прийняте рішення побудувати храм поруч із семінарією. Над проектом храму працював архітектор А. Карапетов та досвідчений в будівництві церков майстер Микола Соловйов. Храм було засновано 1900 року. Уже через два роки там почали проводити богослужіння.

## Архітектура храму
Церква є класичним зразком давньохристиянського стилю, коли будівля має форму хреста. Храм має п'ять куполів — чотири розміщені по бокам споруди та один — головний купол — по центру. Будівля однонефова та має вівтарну частину, нартекс та підкупольне квадратне приміщення.

## Внутрішня частина храму
Оздоблення церкви поєднує елементи візантійського та давньоруського мистецтва. Привертають увагу також вікна та карниз, що мають зверху оздоблення у вигляді напівкруглих та кулеподібних елементів. Підкуполльна частина храму була повністю розписана біблейськими сюжетами олійними фарбами та на клею відомим художником Д.Праведниковим. Особливою гордістю церкви був дубовий іконостас, виготовлений в Санкт-Петербурзі на фабриці Жевержеєва, який, на жаль, наразі втрачений.
При радянській владі з 1924 у храмі було розміщено архів, пізніше — сховище бібліотеки ім. І. Я. Франка.
У 1989 році почалася реставрація храму. У 1996 році Високопреосвященніший митрополит Лазар освятив хрести куполів храму.

## Галерея

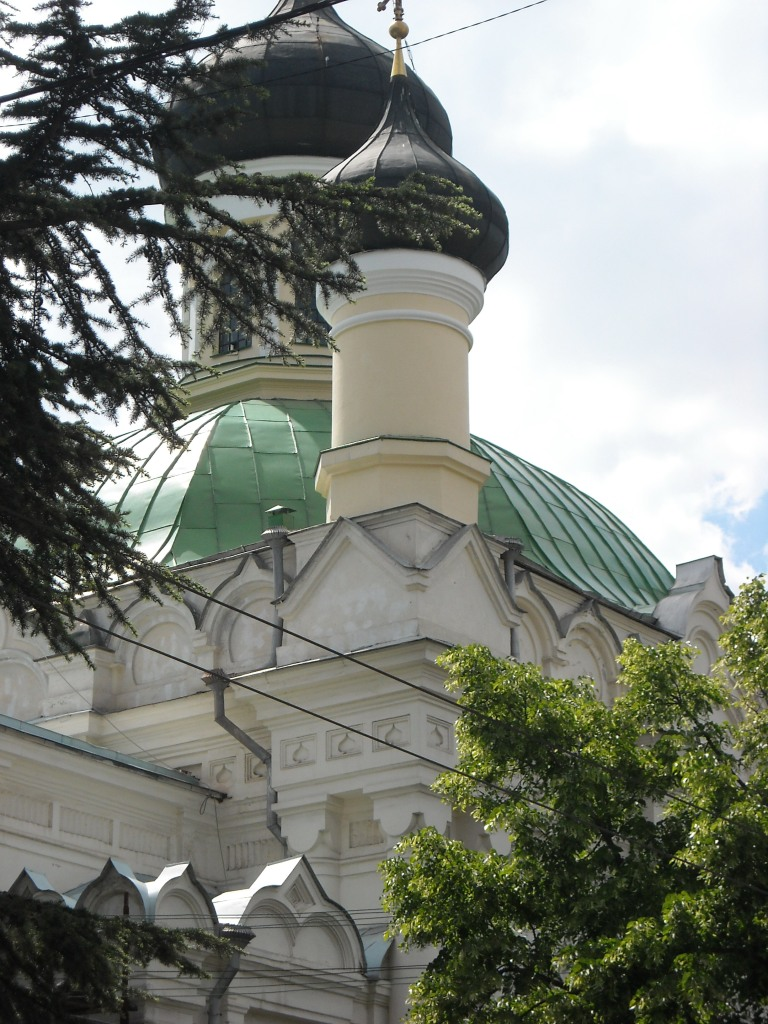
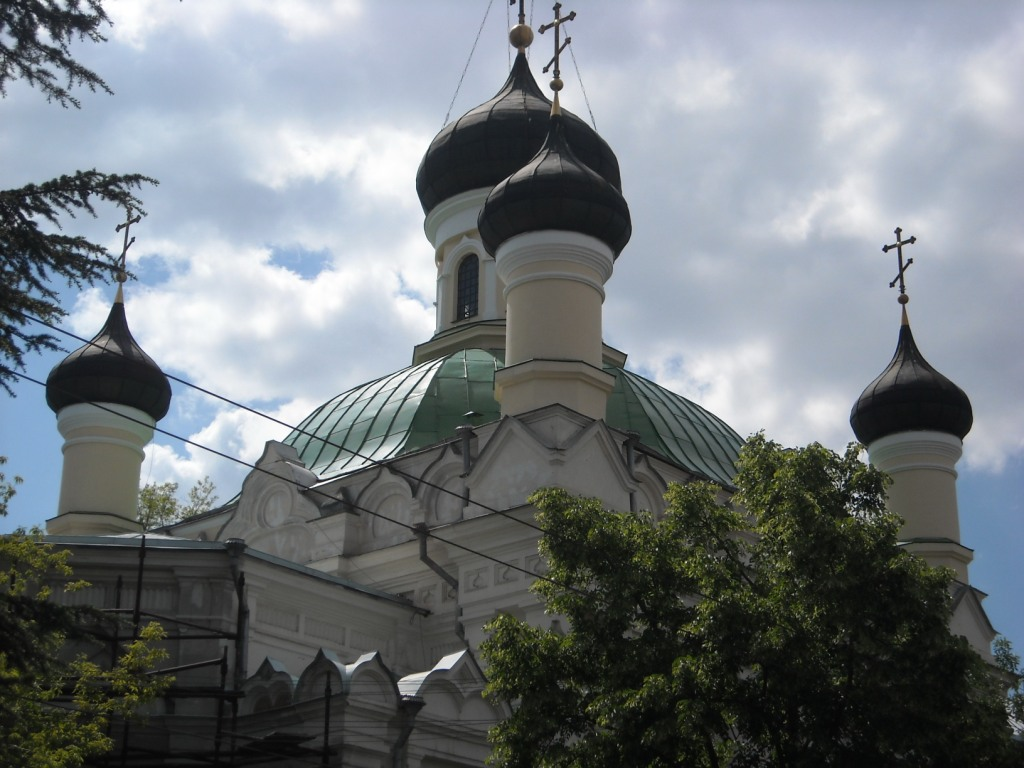
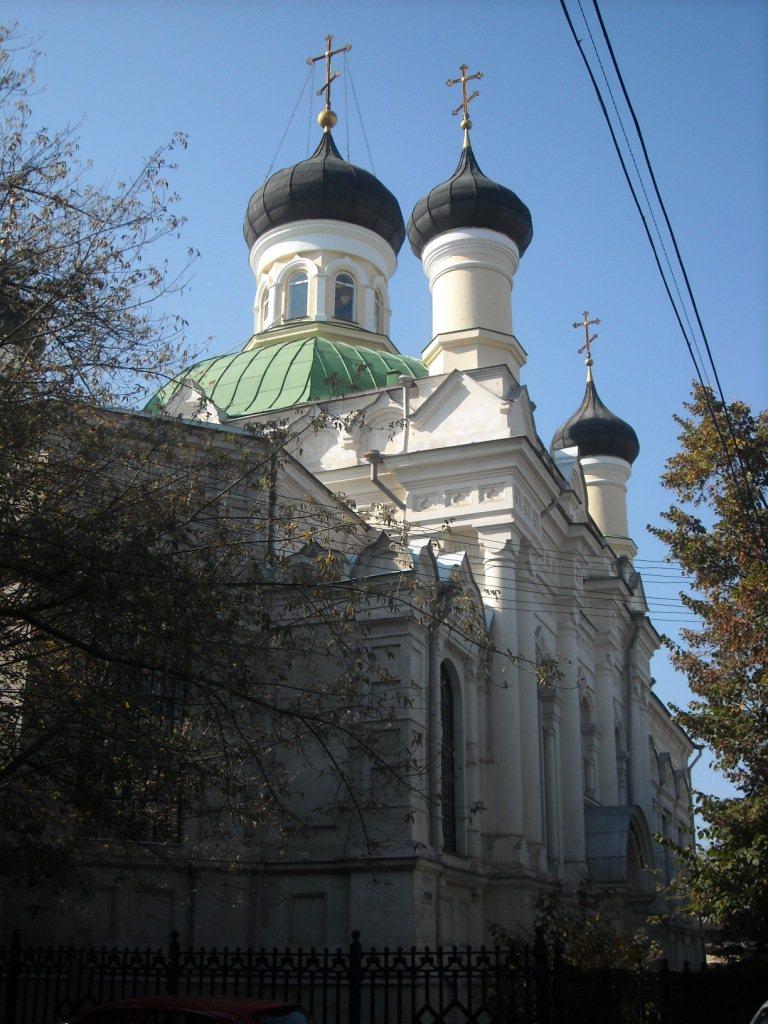